# 高橋渉 (数学者)
高橋 渉（たかはしわたる、1944年 - 2020年）は、日本の数学者。東京都出身。理学博士。専門は非線形関数解析学、不動点理論、凸解析学。宮城県築館高等学校 、横浜国立大学卒業、東京工業大学大学院修了、 東京工業大学助手、横浜国立大学助教授を経て、1974年東京工業大学助教授。1999年東京工業大学教授。2009年慶應義塾大学教授、東京工業大学名誉教授。国立中山大学の客員教授など。500編以上の数学論文を生み出し、国内外で多数の博士課程学生を指導し、論文誌Journal of Nonlinear and Convex Analysisなど多数の国際論文誌の編集や国際会議の発展に寄与した。高橋の論文はトムソン・ロイターにより数学分野で引用回数の極めて高い論文に選出されている。

## 著作

### 単著
- 『非線形関数解析学―不動点定理とその周辺』近代科学社、1988年  ISBN 978-4764910089
- 『現代解析学入門』近代科学社、1990年 ISBN 978-4844372684
- 『微分積分学』横浜図書、1999年 ISBN 978-4946552007
- 『凸解析と不動点近似』横浜図書、2000年 ISBN 978-4946552038
- 『Nonlinear functional analysis: fixed point theory and its applications, Yokohama Publishers』, 2000. ISBN 4946552049
- 『距離空間と位相空間』横浜図書、2001年 ISBN 978-4946552069
- 『非線形･凸解析学入門』横浜図書、2005年 ISBN 978-4946552199

### 共著
- 『集合･位相空間要論』培風館、1979年 ISBN 978-4563001629
- 『演習・集合位相空間』培風館、1985年 ISBN 978-4563001933

### 編集・共同編集
- 『数学定理･公式小辞典』聖文新社、1992年 ISBN 978-4792200237
- Nonlinear and convex analysis in economic theory, Lecture notes in economics and mathematical systems, 419, Springer-Verlag, 1995. ISBN 978-3540587675